# Вступ до християнства
Вступ до християнства (нім. Einführung in das Christentum) — теологічна праця 1968 року, авторства Йозефа Алоїзія Рацинґера, що пізніше став відомий як Папа Римський Бенедикт XVI. Книга охоплює внутрішню суть віри в Ісуса Христа, описує її суттєвий зміст, структуру, походження та значення з теологічного, філософського та історичного поглядів. У передмові Рацинґер розмірковує про теологічний рух останніх кількох десятиліть. Він порівнює опінії деяких богословів про те, що нове завжди має бути кращим, із дитячою та побутовою казкою «Щасливий Ганс». Подібно до бідолахи Ганса, який наприкінці казки тримає в руках точильний камінь, що колись був самородком золота, християнин також дозволив вести себе від однієї інтерпретації до іншої, щоб нарешті отримати передбачуване звільнення від усіх зайвих обрядів і культів.
Одразу після виходу книги в Німеччині, у християнському середовищі  спалахнули дискусії довкола тез Рацинґера. 1969 і 1970 року Рацинґер, у відповідь на критичні рецензії щодо його праці, напише дві полемічні публікації в часописі «Hochland», у яких дискутуватиме з теологом Вальтером Каспером.